# Macarthuria
Macarthuria ist seit 2014 die einzige Gattung der Pflanzenfamilie Macarthuriaceae innerhalb der Ordnung der Nelkenartigen (Caryophyllales). Die Arten gedeihen nur an den Küsten Australiens.

## Beschreibung

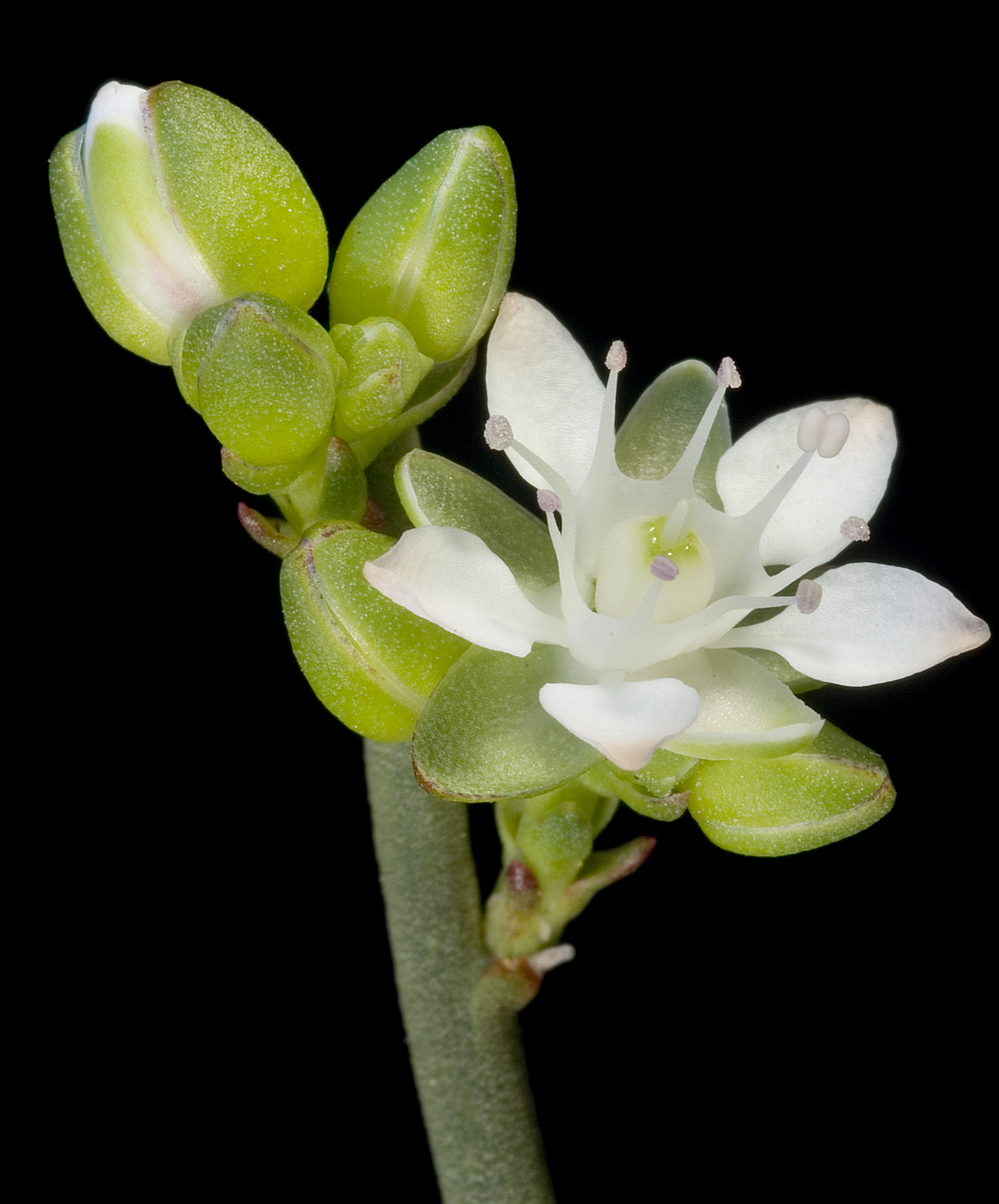
Blütenstand von Macarthuria australis mit radiärsymmetrischer Blüte

### Vegetative Merkmale
Die Macarthuria-Arten wachsen als einjährige bis ausdauernde krautige Pflanzen oder Halbsträucher. Sie sind verzweigt und die Äste sind rutenförmig.
Die meist grundständigen Laubblätter sind in Blattstiel und Blattspreite gegliedert. Die Blattstiele sind relativ kurz. Die wechselständigen Stängelblätter sind zu Schuppen reduziert.

### Generative Merkmale
Die gestielten Blüten sind in relativ kurzen, unregelmäßig aufgebauten, zymösen oder dichotomen zymösen Blütenständen angeordnet; die dichotomen Blütenstände besitzen gegenständige Tragblätter.
Die relativ kleinen Blüten sind zwittrig und fünfzählig. Die fünf äußeren Blütenhüllblätter sind haltbar. Es könner fünf innere, petaloide Blütenhüllblätter vorhanden sein oder sie fehlen. Es sind acht Staubblätter vorhanden, deren Staubfäden an ihrer Basis verwachsen sind. Drei Fruchtblätter sind zu einem oberständigen, dreikammerigen Fruchtknoten verwachsen. Jede Fruchtknotenkammer enthält ein bis drei Samenanlagen mit basaler Plazentation. Jede Blüte enthält drei Griffel.
An der Frucht sind noch die fünf haltbaren Blütenhüllblätter vorhanden. Die Kapselfrüchte öffnen sich fachspaltig = lokulizid mit drei Fruchtklappen. Die Samen besitzen einen Arillus.

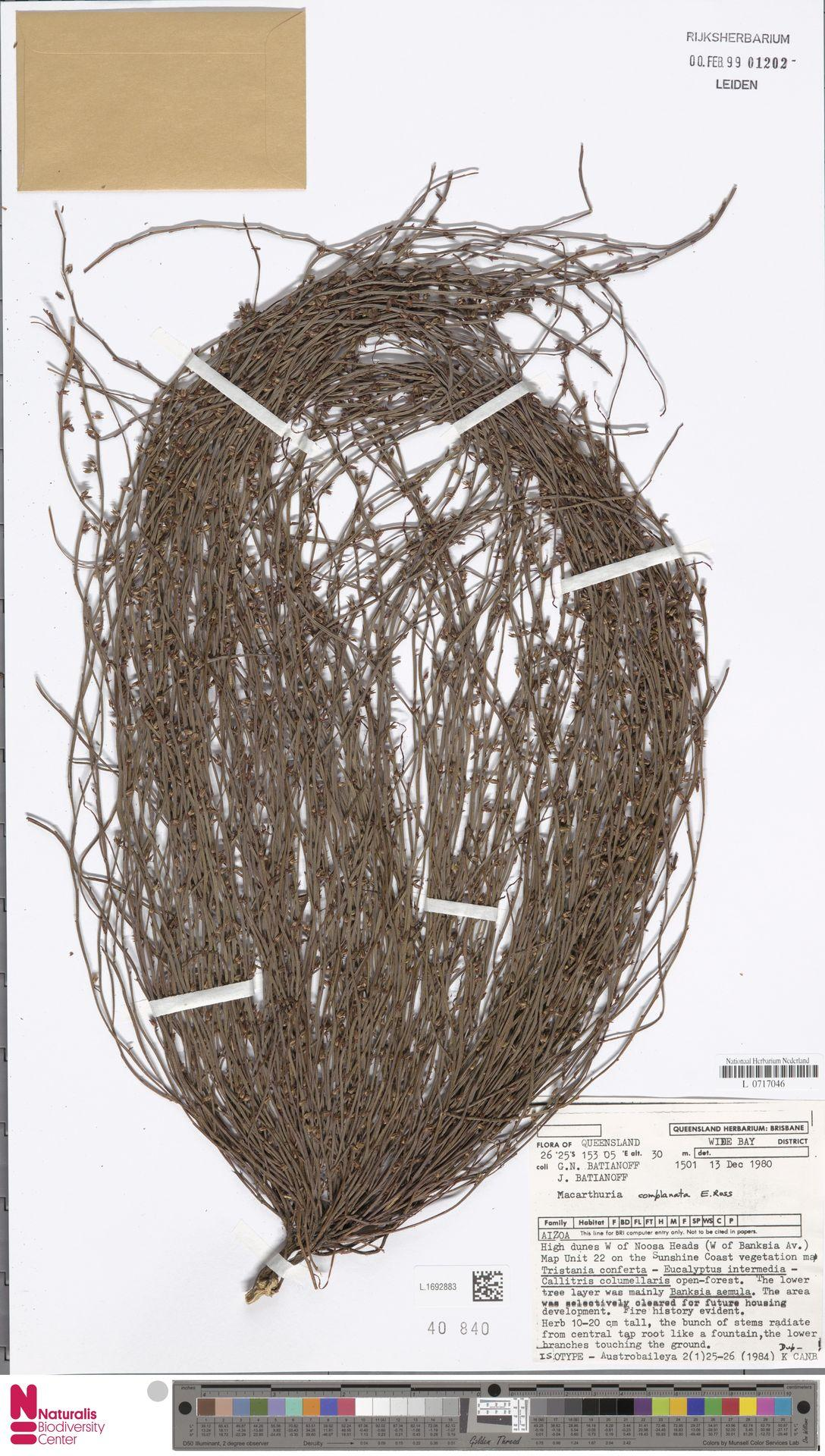
Herbarbeleg von Macarthuria complanata

## Systematik und Verbreitung
Die Gattung Macarthuria wurde von Stephan Ladislaus Endlicher 1837 in seiner Enumeratio plantarum ... de Hügel, Seite 11 aufgestellt. Endlicher schrieb die Gattung Macarthuria dem österreichischen Diplomaten, Naturforscher und Reisenden Karl (Charles) Alexander Anselm Freiherr von Hügel (1794–1870) zu. Der Gattungsname ehrt den australischen Botaniker, Gärtner und Winzer William Macarthur (1800–1882). Typusart ist Macarthuria australis Hügel ex Endl.
Die Gattungen der Familie Molluginaceae wurden 1993 aus der Familie Aizoaceae ausgegliedert. Molekulargenetische Daten zeigten, dass die Familie Molluginaceae im traditionellen Umfang polyphyletisch war. Um eine monophyletische Familie Molluginaceae zu erzielen, wurden einige Gattungen in andere Familien, beispielsweise Caryophyllaceae, Limeaceae, Lophiocarpaceae, Microteaceae gestellt. Dies war der Umfang der Familie Molluginaceae in APG III. Die Gattung Macarthuria war früher in die Familie der Molluginaceae und vor Christenhusz et al. 2014 in die Familie der Limeaceae eingeordnet. Aber weitere Studien zeigten, dass beim Verbleib von Macarthuria und Hypertelis die Familie Molluginaceae polyphyletisch bleibt. Die Gattung Hypertelis s. l. war auch nicht monophyletisch, deshalb wurde die neue Kewa und nur noch die Typusart in einer monotypischen Gattung Hypertelis. Es zeigte sich, dass auch diese beiden Gattungen nicht in einer Molluginaceae s. str. verbleiben können, um Monophylie zu erzielen. Erst durch die durch Christenhusz et al. 2014 aufgestellten Familien Kewaceae und Macarthuriaceae ist auch die Familie Molluginaceae monophyletisch.
Die Familie Macarthuriaceae wurde durch Maarten Joost Maria Christenhusz, S. F. Brockington, P.-A. Christin und R. F. Sage in On the disintegration of Molluginaceae: a new genus and family (Kewa, Kewaceae) segregated from Hypertelis, and placement of Macarthuria in Macarthuriaceae. In: Phytotaxa. Band 181, Nr. 4, 2014, Seite 239–242 aufgestellt.
Macarthuria ist die Typusgattung und die einzige Gattung der Familie Macarthuriaceae.
Alle Macarthuria-Arten kommen in Australien nur an den Küsten vor.
Es gibt je nach Autor sechs bis neun Arten:
- Macarthuria apetala Harv.: Sie kommt nur in Western Australia vor.[6]
- Macarthuria australis Endl. (Syn.: Macarthuria foliosa Steud.): Sie kommt nur in Western Australia vor.[6]
- Macarthuria complanata E.M.Ross: Sie kommt nur in Queensland vor.[6]
- Macarthuria ephedroides C.T.White: Sie kommt nur in Queensland vor.[6]
- Macarthuria georgeana Keighery: Sie kommt nur in Western Australia vor.[6]
- Macarthuria intricata Keighery: Sie kommt nur in Western Australia vor.[6]
- Macarthuria keigheryi Lepschi: Sie kommt nur in Western Australia vor.[6]
- Macarthuria neocambrica F.Muell.: Sie kommt in den australischen Bundesstaaten New South Wales sowie Queensland vor.[6]
- Macarthuria vertex Lepschi: Sie kommt in den australischen Bundesstaaten Western Australia sowie Northern Territory vor.[6]